# 岡古墳
岡古墳（おかこふん）は、大阪府藤井寺市藤井寺にあった古墳。形状は方墳。古市古墳群を構成した古墳の1つ。現在では墳丘は失われている。出土銅鏡及び船形埴輪は藤井寺市指定有形文化財に指定されている。

## 概要
大阪府東部、岡ミサンザイ古墳（仲哀天皇陵）の東側の段丘縁辺に築造された古墳である。かつては南西の割塚古墳とともに「割塚」と総称され、岡古墳は北の割塚、割塚古墳は南の割塚と称された。1980年（昭和55年）に発掘調査が実施されたのち、住宅建設のため失われている。
墳形は方形で、一辺33メートル・高さ推定5メートルを測った。墳丘は2段築成で、下段は地山の削り出しにより、上段は盛土によって構築される。墳丘外表では、斜面に葺石が施されるほか、中段テラスで円筒埴輪列（朝顔形埴輪含む）が、墳頂平坦面で円筒埴輪列のほか形象埴輪（家形・盾形・靫形・蓋形・船形埴輪）が認められる。墳丘周囲の周溝・周堤の存在は未調査のため明らかでない。埋葬施設は墳頂中央部における粘土槨で、主軸を南北方向とする。調査時点で大半が破壊されていたが、粘土槨内には割竹形木棺を据えたとみられ、棺内から副葬品として銅鏡3面が出土している。
築造時期は、古墳時代中期の4世紀末-5世紀初頭頃と推定される。南西の割塚古墳とは同時期の築造とみられ、両古墳とも岡ミサンザイ古墳（5世紀末頃）の先行古墳と位置づけられる。かつては両古墳とも岡ミサンザイ古墳の陪塚と想定されたが、先行古墳と判明したことで、大型古墳周辺の小古墳を一律に陪塚として扱うことはできないと示した点で意義のある古墳になる。
出土銅鏡及び船形埴輪は2024年（令和6年）に藤井寺市指定有形文化財に指定されている。

## 遺跡歴
- 1877年（明治10年）頃、ウィリアム・ゴーランドが岡ミサンザイ古墳を訪問、周辺に小型前方後円墳1基・小円墳6基が存在すると記録[2]。
- 1926年（大正15年）、岡ミサンザイ古墳の測量図作成、岡古墳についても記載（帝室林野局、1928年図化）。
- 1965年（昭和40年）以降、周辺の宅地化が進行[2]。
- 1979年（昭和54年）、個人住宅建設について届出。
- 1980年（昭和55年）1-3月、記録保存の発掘調査（藤井寺市教育委員会、1980年に概要報告・1989年に本報告）。
  - 1-3月、第1次調査。
  - 5-8月、第2次調査。
- 2024年（令和6年）3月14日、出土銅鏡及び船形埴輪が藤井寺市指定有形文化財に指定。

## 埋葬施設
埋葬施設としては、墳頂中央部において粘土槨が構築されている。主軸は南北方向である。調査時点ですでに北半および上半は失われており、全体像は明らかでないが、幅2メートルの墓坑の中央部に構築されている。墓坑内で排水施設は認められていない。
粘土槨の残存部は長さ2.6メートル・幅1.8メートル・厚さ0.45メートルを測る。粘土槨内の木棺は腐朽してほぼ失われているが、コウヤマキ製の割竹形木棺とみられ、直径80センチメートルを測る。厚さ12センチメートルの粘土床の上に木棺を据えたのち、上部を厚さ6センチメートルの粘土で被覆しており、上面には赤色顔料が残存する。
棺内では、残存北端部の赤色顔料に水銀朱が多く含まれるほか、北端部で鏡背面を上に向けた銅鏡3枚が出土している。

## 出土品

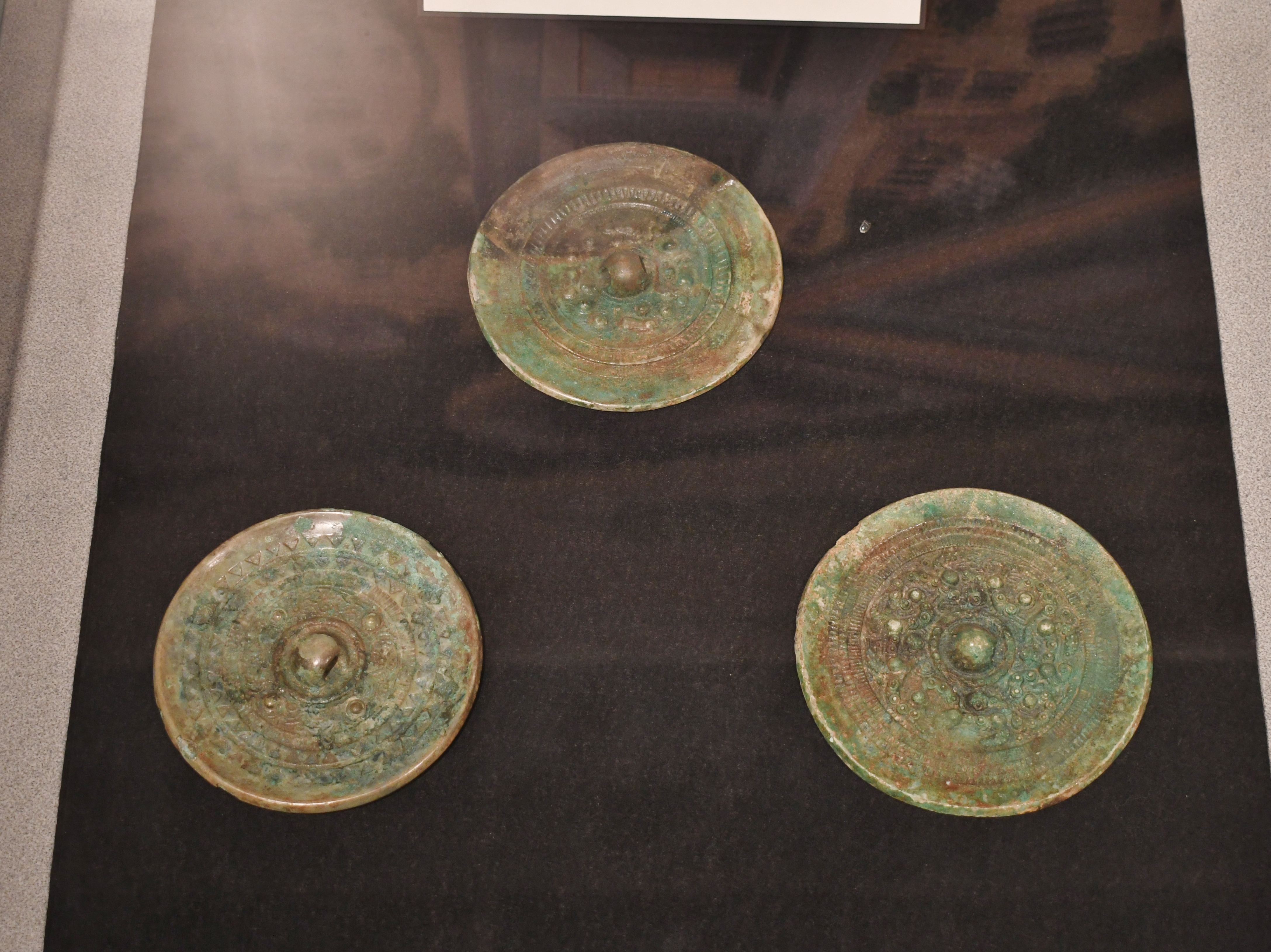
銅鏡（藤井寺市指定文化財）アイセルシュラホール展示。

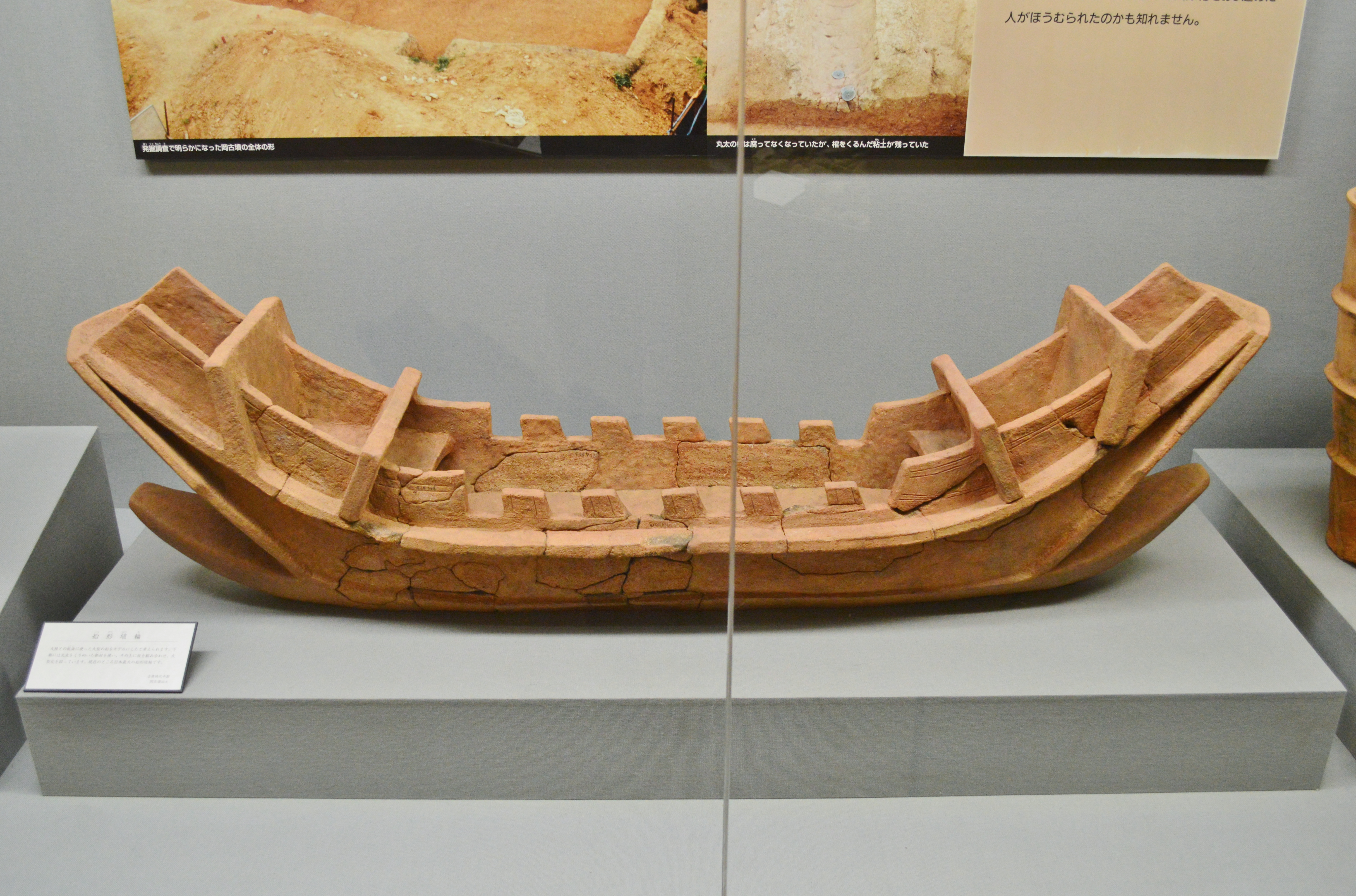
船形埴輪別角度より。アイセルシュラホール展示。

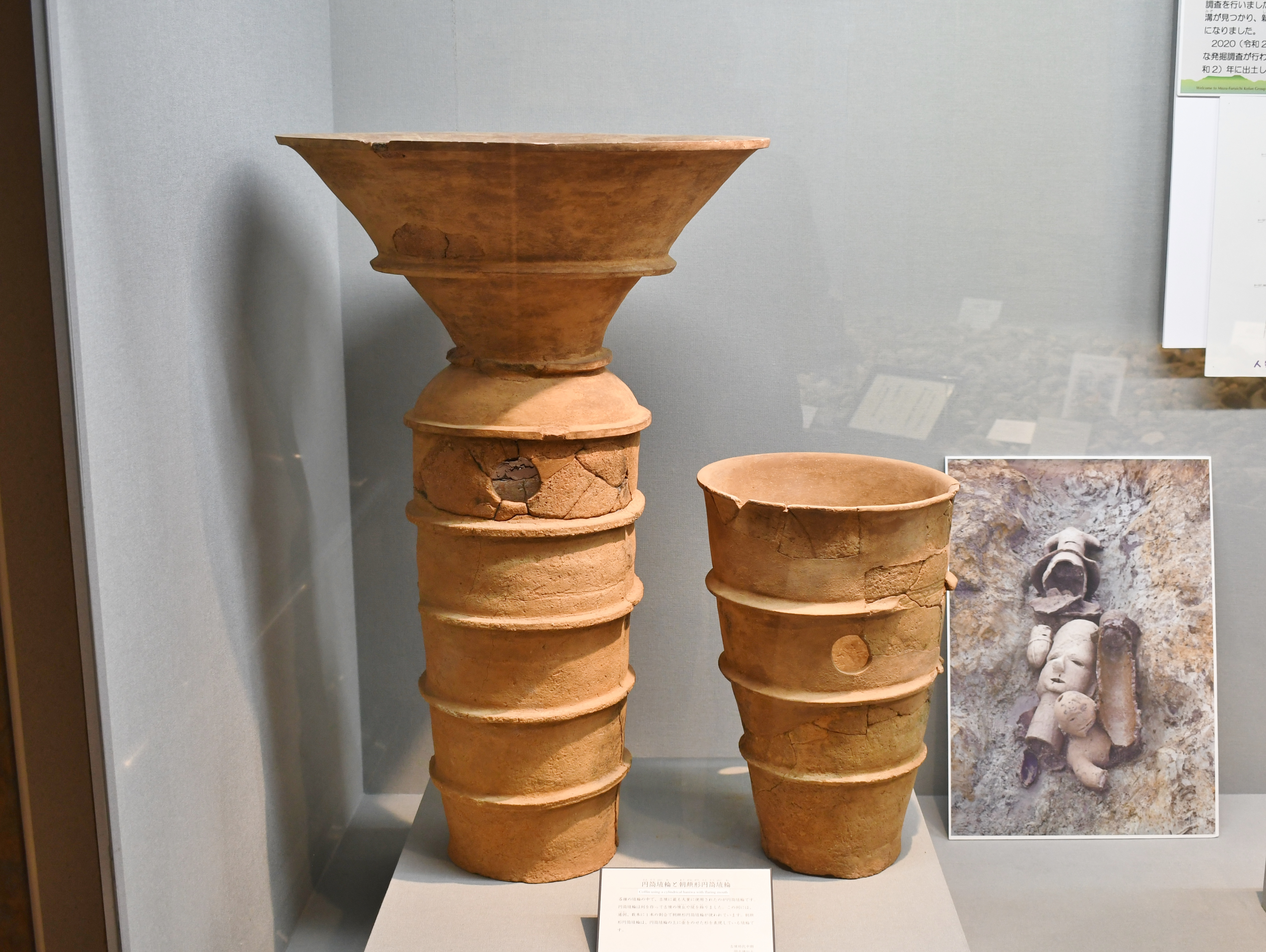
朝顔形埴輪・円筒埴輪アイセルシュラホール展示。

発掘調査で出土した遺物は次の通り。
棺内出土
- 銅鏡 3面
  - 変形獣形鏡 1（1号鏡） - 直径12.6センチメートル。
  - 変形獣形鏡 1（2号鏡） - 直径11.9センチメートル。主文は沖ノ島17号遺跡の変形七獣鏡に似る。
  - 変形獣形鏡 1（3号鏡） - 直径11.5センチメートル。主文は沖ノ島17号遺跡の変形鳥文縁方格規矩鏡に似る。

墳丘出土
- 円筒埴輪
- 形象埴輪
  - 家形埴輪
  - 盾形埴輪
  - 靫形埴輪
  - 蓋形埴輪
  - 船形埴輪

以上の出土品のうち、特に船形埴輪は大型品であり、藤井寺市立にぎわい・まなび交流館（アイセルシュラホール）のモチーフに採用されている。

## 文化財

### 藤井寺市指定文化財
- 有形文化財
  - 岡古墳出土銅鏡及び船形埴輪（考古資料） - 2024年（令和6年）3月14日指定。

## 関連施設
- 藤井寺市立にぎわい・まなび交流館（アイセルシュラホール）（藤井寺市藤井寺） - 岡古墳の出土品を展示。

## 関連文献
（記事執筆に使用していない関連文献）
- 「岡古墳」『石川流域遺跡群発掘調査概要I -林遺跡・岡古墳-』藤井寺市教育委員会〈藤井寺市埋蔵文化財調査概要I〉、1980年。
- 『岡古墳』藤井寺市教育委員会〈藤井寺市文化財報告第5集 古市古墳群の調査研究報告I〉、1989年。
- 「岡古墳」『石川流域遺跡群発掘調査報告XV』藤井寺市教育委員会〈藤井寺市文化財報告第20集〉、2000年。